# هاینز ای‌بی‌سی
هاینز ای‌بی‌سی (انگلیسی: Heinz ABC) شرکت صنایع غذایی اندونزیایی است، که در سال ۱۹۷۵ توسط چاندرا جوجونوگورو تأسیس شد و هم‌اکنون زیرمجموعه‌ای از شرکت کرفت هاینز می‌باشد.